# Landschaftsschutzgebiet Ruhrtal westlich Freienohl

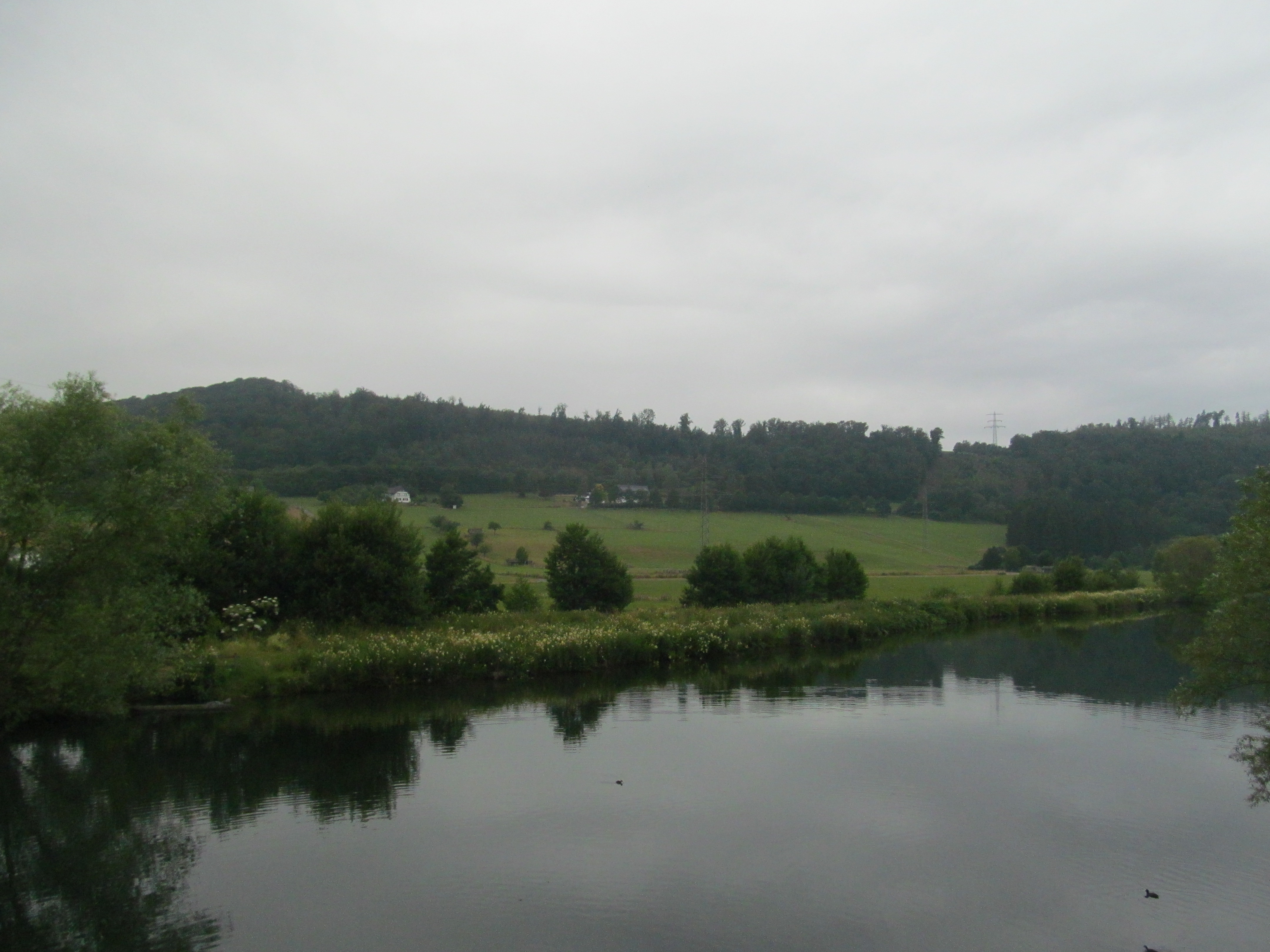
Ruhrtal westlich Freienohl

Das Landschaftsschutzgebiet Ruhrtal westlich Freienohl mit 16,4 ha lag im Stadtgebiet von Meschede und im Hochsauerlandkreis. Das Gebiet wurde 1994 mit dem Landschaftsplan Meschede durch den Kreistag des Hochsauerlandkreises als Landschaftsschutzgebiet (LSG) ausgewiesen. Es war bis 2020 eines von 102 Landschaftsschutzgebieten in der Stadt Meschede. In der Stadt gab es ein Landschaftsschutzgebiet vom Typ A, 51 Landschaftsschutzgebiete vom Typ B und 50 Landschaftsschutzgebiete vom Typ C. Das Landschaftsschutzgebiet Ruhrtal westlich Freienohl wurde als Landschaftsplangebiet vom Typ C, Wiesentäler, ausgewiesen.

## Beschreibung
Das LSG lag westlich von Freienohl. Das LSG ging bis an den Siedlungsrand und bestand aus zwei Teilflächen. Es wurde durch das Naturschutzgebiet Ruhr bei Freienohl geteilt. Im LSG befanden sich die Ruhr und Grünland in der Flussaue. Südlich grenzte von einer Straße getrennt das Landschaftsschutzgebiet Ruhrtal und Wennetal bei Wennemen an. Seit 2020 gehört die LSG-Fläche zum Naturschutzgebiet Freienohler Ruhrtal.

## Schutzvorschriften
Wie in den anderen Landschaftsschutzgebieten vom Typ C im Landschaftsplangebiet Meschede besteht in diesem LSG ein Umwandlungsverbot von Grünland und Grünlandbrachen in Acker oder andere Nutzungsformen. Eine Erstaufforstung und eine Anlage von Weihnachtsbaumkulturen ist verboten. Eine maximal zweijährige Ackernutzung innerhalb von zwölf Jahren ist erlaubt, falls damit die Erneuerung der Grasnarbe vorbereitet wird. Dies gilt als erweiterter Pflegeumbruch. Beim erweiterten Pflegeumbruch muss ein Mindestabstand von fünf Metern vom Mittelwasserbett eingehalten werden.

## Schutzzweck
Die Ausweisung erfolgte zur Ergänzung der Naturschutzgebiets-Ausweisung von Meschede um ein Offenlandbiotop-Verbundsystem zu schaffen, damit Tiere und Pflanzen Wanderungs- und Ausbreitungsmöglichkeiten behalten, und dem Erhalt der Vorkommen geschützter Vogelarten sowie dem Schutz artenreicher Pflanzengesellschaften.